# هنری پیگوت
هنری پیگوت (انگلیسی: Henry Pigot؛ ۱۷۵۰ – ۷ ژوئن ۱۸۴۰) فرد نظامی اهل پادشاهی بریتانیای کبیر بود.